# Maison Defos
Pour les articles homonymes, voir Defos.
La maison Defos est située à Castres, dans le Tarn, en région Occitanie.

## Description

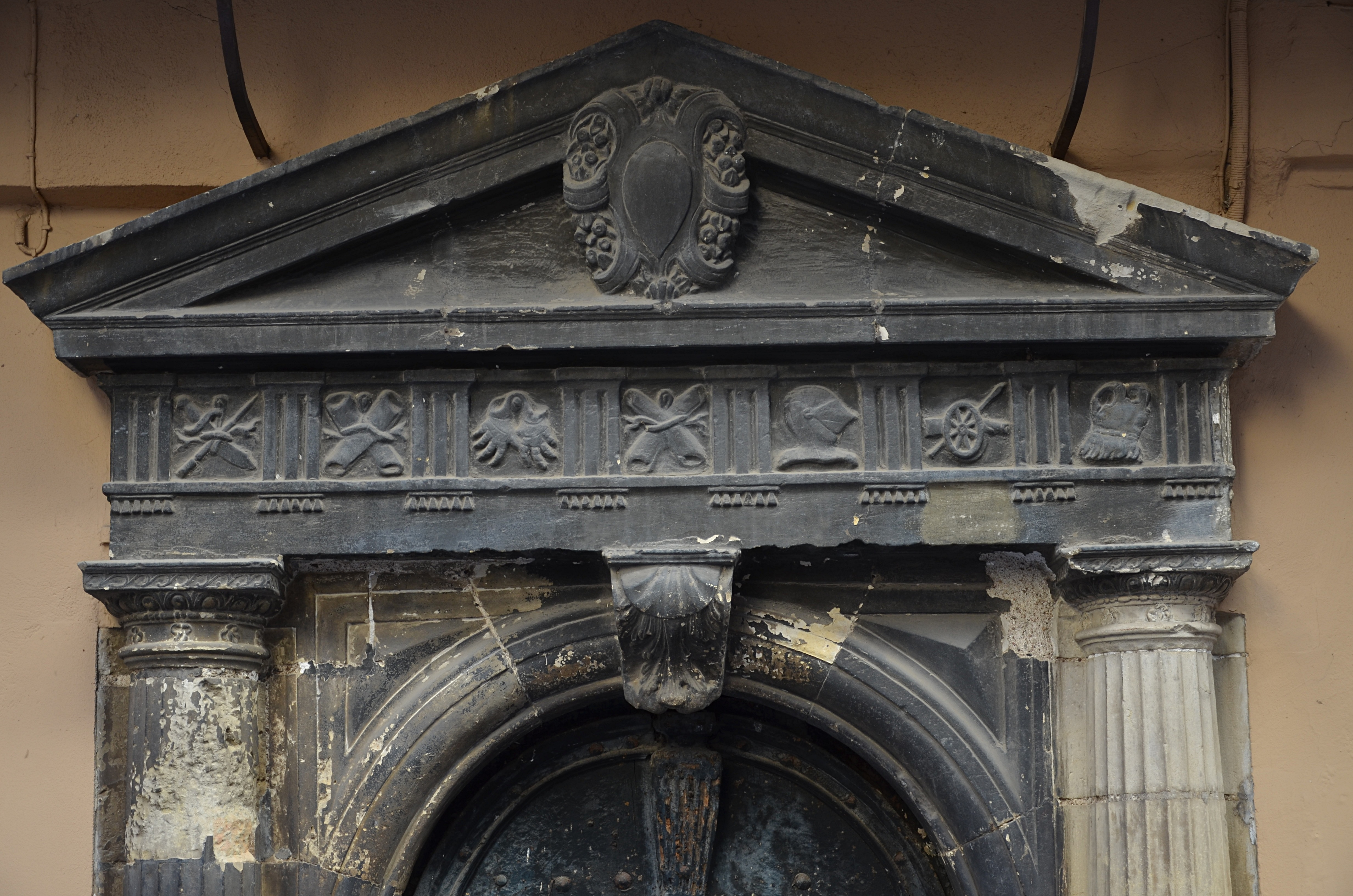
Détail du portail

Construite au XVIe siècle par Jacques de Fos, consul de Castres, la maison Defos a été largement remaniée, depuis les étages supérieurs, jusqu'aux anciennes arcades des boutiques du rez-de-chaussée qui ont été modernisées au XIXe siècle. 
Le portail est une porte en plein-cintre surmontée d'un fronton triangulaire à larmier et encadrée de moulures et de deux colonnes cannelées et galbées. Ces deux colonnes comportent des chapiteaux comportant astragale, gorgerin, une échine à oves soulignée par un chapelet de Patenôtrier et un abaque décoré de baguettes inclinées. Des pointes de diamants décorent les écoinçons et une architrave de sept caissons comporte une frise alternant triglyphes et métopes à emblèmes guerriers.
Ce bâtiment est partiellement inscrit (portail) au titre de monument historique par arrêté du 30 novembre 1960.